# Jero

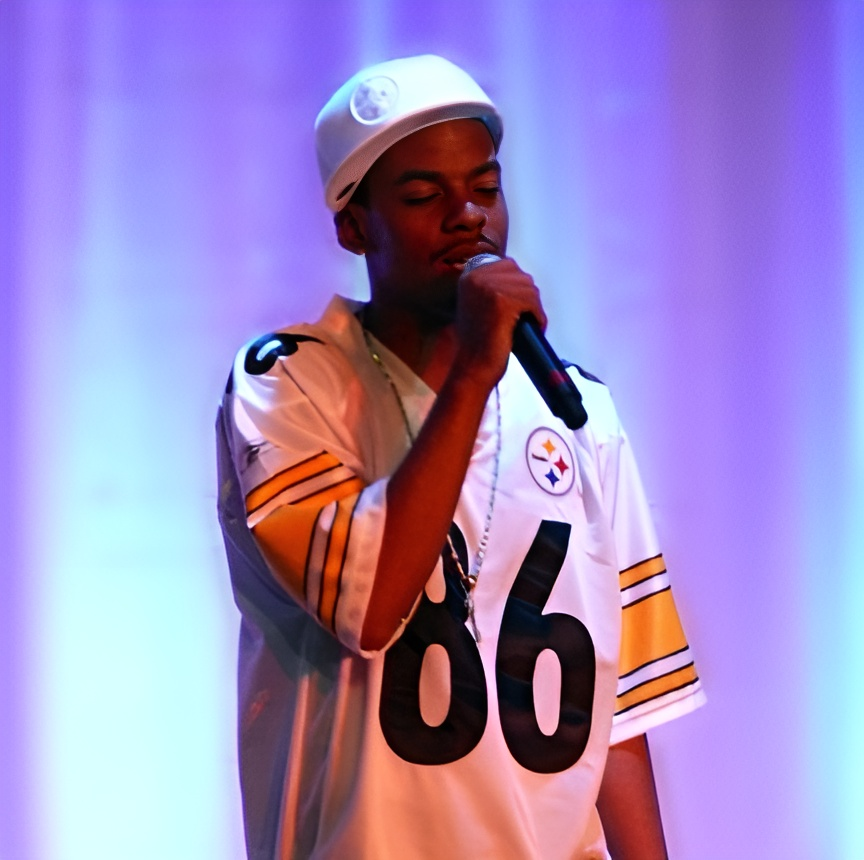
Jero in Pittsburgh (2008)

Jero (jap. ジェロ; * 4. September 1981 in Pittsburgh, USA als Jerome Charles White, Jr.) ist der erste schwarze Sänger von Enka – japanischer volkstümlicher Musik – in der japanischen Musikgeschichte.

## Leben
Seine Begeisterung für Enka geht auf den Einfluss seiner aus Yokohama stammenden Großmutter Takiko Kondō (近藤 多喜子) zurück, die seinen Großvater, einem afroamerikanischen Soldaten, während des Zweiten Weltkriegs kennenlernte. Beide heirateten, bekamen eine Tochter, Harumi (晴美), und zogen nach Pittsburgh in die Heimatstadt seines Großvaters. Seine Eltern ließen sich in seiner Kindheit scheiden, und er wuchs mit einem starken Sinn für die japanische Kultur auf. Mit dem Singen von Enka begann er mit sechs Jahren, wobei ihn besonders Hibari Misora prägte. Japanisch lernte er jedoch erst auf der Pittsburgher Highschool Perry Traditional Academy und später an der Fremdsprachenhochschule Kansai. 2003 schloss er sein Studium der Informationswissenschaft an der University of Pittsburgh ab und zog im selben Jahr nach Japan. Dort arbeitete er als Englischlehrer in Wakayama und als Computer Engineer. Er versuchte aktiv, Enka-Sänger zu werden, da er seiner Großmutter versprach, eines Tages beim Kōhaku Uta Gassen aufzutreten. Daher nahm er an zahlreichen Gesangswettbewerben teil und trat nach nur zwei Monaten in Japan in der Fernsehsendung NHK Nodo Jiman auf, einem Wettbewerb von Amateursängern. In Folge wurde er von Victor Entertainment unter Vertrag genommen.
Seine erste Single Umiyuki (海雪, dt. „Meeresschnee“) wurde in Japan am 20. Februar 2008 veröffentlicht. Diese erreichte Platz 4 in den Oricon-Charts und war der höchste Eintritt einer Enka-Single. Kurz darauf erhielt er seinen ersten Werbevertrag – eine Fernsehwerbespot für Kirin Beers Fire-Kaffee.
2008 wurde er bei den 50. Japan Record Awards als bester Nachwuchskünstler geehrt. Außerdem wurde er für das alljährliche NHK-Neujahrsspektakel dem 59. Kōhaku Uta Gassen ausgewählt. Seine Großmutter konnte dies jedoch nicht mehr miterleben, da sie bereits 2005 verstarb. Er trat jedoch ihr zu Ehren mit ihrem Abbild auf seinem Hemd auf. Auch das Jahr darauf, beim 60. Kōhaku Uta Gassen, trat er wieder auf.
Am 28. März 2009 hatte er auf Einladung der japanischen Botschaft seinen ersten großen Auftritt außerhalb Japans bei der Eröffnungszeremonie des National Cherry Blossom Festival in Washington, D.C. Er trat jedoch bereits am 27. August 2008 erstmals in den USA auf, als er ein Livekonzert vor 500 Fans bei seiner Alma Mater der University of Pittsburgh gab. Seine erste US-Tour startete am 28. März 2010 im Palace of Fine Arts in San Francisco. Es folgten Auftritte zum 30-jährigen Bestehen des Japanese American Cultural and Community Center am 30. März 2010 und ein Konzert im Aratani/Japan America Theatre in Los Angeles am 31. März.
Sein Erfolg sorgte dafür, dass ihm die „Wiederbelebung“ des Enka nachgesagt wird. Das moderne Enka entstand in den 1950er Jahren und hatte seine Hochzeit in den 1960er und 1970er Jahren, so dass dessen Zuhörerschaft heute meist Senioren sind. Dagegen besitzt seit Anfang der 1990er Jahre die afro-amerikanische Kultur bei der japanischen Jugend eine gewisse Popularität. Jero trägt nicht wie die meisten Enka-Sänger einen Kimono, da er dies als unpassend empfand, sondern seine Hip-Hop-Kleidung, so dass er in Kombination mit seiner Herkunft die jüngere Bevölkerungsschicht für sich begeistern konnte. Neben der Gewinnung der Jugend sorgte aber auch seine Verehrung für seine Großmutter, sein gutes Japanisch und sein wohlerzogenes Verhalten dafür, dass auch die älteren Anhänger des Enka die Platten kaufen.

## Diskografie

### Alben
| Jahr | Titel                                | Höchstplatzierung, Gesamtwochen, AuszeichnungChartsChartplatzierungen (Jahr, Titel, Platzierungen, Wochen, Auszeichnungen, Anmerkungen) | Anmerkungen                              |
| Jahr | Titel                                | JP | Anmerkungen                              |
| ---- | ------------------------------------ | --- | ---------------------------------------- |
| 2008 | Covers (カバーズ)                    | JP5 Gold · (30 Wo.)JP | Erstveröffentlichung: 25. Juni 2008      |
| 2009 | Yakusoku (約束)                      | JP18 (10 Wo.)JP | Erstveröffentlichung: 25. Februar 2009   |
| 2009 | Covers 2 (カバーズ2)                 | JP52 (5 Wo.)JP | Erstveröffentlichung: 23. September 2009 |
| 2010 | Covers 3 – Roots of Jero (カバーズ3) | JP54 (1 Wo.)JP | Erstveröffentlichung: 16. Juni 2010      |
| 2011 | Covers 4 (カバーズ4)                 | JP142 (1 Wo.)JP | Erstveröffentlichung: 22. Juni 2011      |
| 2012 | 情熱                                 | JP189 (2 Wo.)JP | Erstveröffentlichung: 22. Februar 2012   |
| 2012 | Covers 5 (カバーズ5)                 | JP195 (1 Wo.)JP | Erstveröffentlichung: 4. Juli 2012       |
| 2013 | Covers 6 (カバーズ6)                 | JP181 (1 Wo.)JP | Erstveröffentlichung: 24. Juli 2013      |
| 2017 | Covers Best (カバーズベスト)         | — | Erstveröffentlichung: 20. Juli 2017      |
| 2018 | BEST&MV                              | — | Erstveröffentlichung: 21. Februar 2018   |

### Singles
| Jahr | Titel Album                     | Höchstplatzierung, Gesamtwochen, AuszeichnungChartsChartplatzierungen (Jahr, Titel, Album, Platzierungen, Wochen, Auszeichnungen, Anmerkungen) | Anmerkungen                            |
| Jahr | Titel Album                     | JP | Anmerkungen                            |
| ---- | ------------------------------- | --- | -------------------------------------- |
| 2008 | Umiyuki (海雪) –                | JP4 Platin + Platin (Mobile Downloads) · (59 Wo.)JP                                                                                            | Erstveröffentlichung: 20. Februar 2008 |
| 2009 | Eisa (えいさ) –                 | JP18 (5 Wo.)JP | Erstveröffentlichung: 28. Januar 2009  |
| 2009 | Yancha Michi (やんちゃ道) –     | JP39 (5 Wo.)JP | Erstveröffentlichung: 15. April 2009   |
| 2009 | Tsumeato (爪跡) –               | JP35 (13 Wo.)JP | Erstveröffentlichung: 19. August 2009  |
| 2010 | Usonaki (嘘泣き) –              | JP47 (5 Wo.)JP | Erstveröffentlichung: 16. Juni 2010    |
| 2011 | ただ…涙 Simply... Tear –        | JP67 (2 Wo.)JP | Erstveröffentlichung: 22. Juni 2011    |
| 2012 | 夜明けの風 Wind at Dawn –       | JP67 (14 Wo.)JP | Erstveröffentlichung: 1. Januar 2012   |
| 2013 | セレナーデ Serenade –           | JP89 (7 Wo.)JP | Erstveröffentlichung: 20. Februar 2013 |
| 2014 | なきむし倶楽部 Nakimushi Club – | JP63 (4 Wo.)JP | Erstveröffentlichung: 23. April 2014   |
| 2015 | ポロポロ Polo Polo –            | JP171 (3 Wo.)JP | Erstveröffentlichung: 20. Mai 2015     |
| 2016 | うぬぼれ –                      | JP131 (4 Wo.)JP | Erstveröffentlichung: 25. Mai 2016     |
| 2017 | ひとり舟 Solo boat –            | JP71 (12 Wo.)JP | Erstveröffentlichung: 26. April 2017   |

## Filme
- Donjū (鈍獣) als Akira (2009)[19]
- Crayon Shin-chan: Otakebe! Kasukabe Yasei Ōkoku (クレヨンしんちゃん オタケベ!カスカベ野生王国) als er selbst (2009)

## Auszeichnungen
- 50. Japan Record Awards als Bester Nachwuchskünstler[10]
- 41. Nihon Yūsen Taishō als Bester Nachwuchskünstler[20]
- 41. Nihon Sakushi Taishō (der Nihon Sakushika Kyōkai/Japanese Lyricists Assosiation)[21]